# Vincelles (Jura)
Vincelles és un municipi francès situat al departament del Jura i a la regió de Borgonya - Franc Comtat. L'any 2007 tenia 341 habitants.

## Demografia

### Població
El 2007 la població de fet de Vincelles era de 341 persones. Hi havia 154 famílies de les quals 40 eren unipersonals (20 homes vivint sols i 20 dones vivint soles), 51 parelles sense fills, 47 parelles amb fills i 16 famílies monoparentals amb fills.
La població ha evolucionat segons el següent gràfic:
Habitants censats

### Habitatges
El 2007 hi havia 192 habitatges, 152 eren l'habitatge principal de la família, 23 eren segones residències i 17 estaven desocupats. 187 eren cases i 5 eren apartaments. Dels 152 habitatges principals, 123 estaven ocupats pels seus propietaris, 22 estaven llogats i ocupats pels llogaters i 7 estaven cedits a títol gratuït; 1 tenia una cambra, 7 en tenien dues, 20 en tenien tres, 51 en tenien quatre i 73 en tenien cinc o més. 141 habitatges disposaven pel capbaix d'una plaça de pàrquing. A 62 habitatges hi havia un automòbil i a 75 n'hi havia dos o més.

### Piràmide de població
La piràmide de població per edats i sexe el 2009 era:
| Homes | Edats   | Dones |
| ----- | ------- | ----- |
| 0     | 95 o +  | 0     |
| 0     | 90 a 94 | 0     |
| 0     | 85 a 89 | 4     |
| 8     | 80 a 84 | 0     |
| 12    | 75 a 79 | 16    |
| 0     | 70 a 74 | 4     |
| 8     | 65 a 69 | 4     |
| 4     | 60 a 64 | 4     |
| 12    | 55 a 59 | 8     |
| 24    | 50 a 54 | 20    |
| 20    | 45 a 49 | 12    |
| 8     | 40 a 44 | 8     |
| 12    | 35 a 39 | 28    |
| 8     | 30 a 34 | 0     |
| 8     | 25 a 29 | 4     |
| 16    | 20 a 24 | 0     |
| 28    | 15 a 19 | 12    |
| 24    | 10 a 14 | 8     |
| 12    | 5 a 9   | 4     |
| 0     | 0 a 4   | 0     |

## Economia
El 2007 la població en edat de treballar era de 235 persones, 194 eren actives i 41 eren inactives. De les 194 persones actives 186 estaven ocupades (97 homes i 89 dones) i 8 estaven aturades (6 homes i 2 dones). De les 41 persones inactives 12 estaven jubilades, 15 estaven estudiant i 14 estaven classificades com a «altres inactius».

### Ingressos
El 2009 a Vincelles hi havia 164 unitats fiscals que integraven 380,5 persones, la mediana anual d'ingressos fiscals per persona era de 17.778 €.

### Activitats econòmiques
Dels 9 establiments que hi havia el 2007, 1 era d'una empresa extractiva, 1 d'una empresa de fabricació d'altres productes industrials, 1 d'una empresa de construcció, 1 d'una empresa de comerç i reparació d'automòbils, 1 d'una empresa de transport, 1 d'una empresa de serveis, 1 d'una entitat de l'administració pública i 2 d'empreses classificades com a «altres activitats de serveis».
Dels 2 establiments de servei als particulars que hi havia el 2009, 1 era un electricista i 1 saló de bellesa.
L'any 2000 a Vincelles hi havia 18 explotacions agrícoles que ocupaven un total de 90 hectàrees.

## Equipaments sanitaris i escolars
El 2009 hi havia una escola elemental integrada dins d'un grup escolar amb les comunes properes formant una escola dispersa.

## Poblacions més properes
El següent diagrama mostra les poblacions més properes.